# Massacre d'Isla Vista
La massacre d'Isla Vista de 2014 va ocórrer el 23 de maig per part d'Elliot Rodger, de vint-i-dos anys, que va perpetrar una matança a l'Isla Vista, Califòrnia, prop del campus de la Universitat de Califòrnia en Santa Bàrbara. Set persones van morir, incloent-hi l'assassí. Tretze persones van ser ferides amb lesions no fatals.
Els assassinats van començar quan Rodger va apunyalar a tres joves homes al seu apartament. Va abandonar el lloc en el seu cotxe, va conduir a una casa de germanor, on va disparar a quatre persones a fora, ferint fatalment a dues estudiants femenines. Es va dirigir a una tenda de comestibles que hi havia prop i va disparar mortalment a un estudiant (home) que estava dins. Després va córrer a través d'Isla Vista, disparant als transeünts i colpejant a quatre persones amb el seu cotxe. Rodger va intercanviar trets amb la policia en dues ocasions durant la matança, rebent un tret no mortal en el maluc. La massacre va acabar quan el seu cotxe es va estavellar contra un vehicle estacionat i es va detenir. La policia el va trobar mort en el cotxe, amb una ferida de bala autoinfligida al cap.
Abans de conduir a la casa de la germanor, Rodger va pujar a YouTube un vídeo, titulat Elliot Rodger's Retribution, en el qual exposa els detalls del seu proper atac i les motivacions darrere de la seva matança, que Rodger descriu com un desig de castigar a les dones per rebutjar-lo i també el desig de castigar els homes sexualment actius per viure una vida millor que ell. YouTube va retirar el vídeo després dels assassinats, dient que violava les seves directrius amb les seves amenaces de violència.
Després de pujar el vídeo, Rodger va enviar per correu electrònic un llarg manuscrit autobiogràfic a una dotzena de coneguts i familiars. El document, que va titular "My Twisted World", es va posar a disposició en Internet i va arribar a ser àmpliament conegut com el seu "manifest". En ell, descriu la seva infància, els conflictes familiars, la frustració per no ser capaç de trobar una núvia, el seu odi a les dones, les parelles interracials, i els seus plans per cometre la matança.

## Esdeveniments

### Preparació
El setembre del 2012, Rodger va visitar un camp de tir per entrenar-se a si mateix a disparar armes de foc. El novembre del 2012, va comprar la seva primera pistola, una  Glock 34, a Goleta, després de fer la recerca sobre les armes de mà i, a jutjar la Glock 34 per ser "una arma eficaç i molt precisa", tal com es documenta en el seu manifest.
A la primavera del 2013, Rodger va comprar dues pistoles addicionals, ambdues SIG Sauer P226, escrivint que eren "d'una qualitat molt superior a la Glock" i "molt més eficients". Ell va comprar les armes en diferents ciutats, Oxnard i Burbank.
Segons el seu manifest, Rodger havia estalviat $ 5,000 per a la compra de les armes i subministraments que necessitava. Els experts han dit que no hi havia res en la seva història coneguda que podria haver-li impedit fer la compra d'armes legals.

### Assassinats
La matança va començar a l'apartament de Rodger a Sevilla Road, on es van trobar a tres homes morts. Havien estat "apunyalats", segons la majoria de les fonts. La policia va retirar un ganivet, un martell, i dos matxets de l'apartament, però no han dit quina arma o armes es van utilitzar en els assassinats. Les autoritats van investigar la possibilitat que els tres homes van ser assassinats mentre dormien.
Rodger va ser vist assegut en el seu cotxe en l'estacionament del seu edifici d'apartaments a les 20.30, treballant en la seva computadora portàtil. Ell va pujar el video Retribution a les 21.17, i va enviar el seu manifest per e-mail a les 21.18
Rodger es va dirigir a la casa de la fraternitat Alpha Phi en l'Embarcadero del Norte i Segòvia Road i va trucar a la porta durant uns minuts. Després que ningú respongués, va començar a disparar a les persones que es trobaven a prop; dues dones van morir i un tercer va resultar ferit. Tot seguit, li va disparar a una parella de prop; l'home va resultar ferit, mentre que la dona va rebre una ferida superficial.
De tornada al seu cotxe, Rodger va començar a conduir de nou. Va disparar a una cafeteria desocupada a Pardall Road, i després diverses vegades a una xarcuteria; un home va ser ferit set vegades i assassinat.
El seu cotxe va ser vist sortir de l'escena per quatre oficials, però no el van identificar com l'assassí. Es va dirigir cap al sud per l'Embarcadero del Norte, en el costat equivocat del carrer, on va disparar a dos vianants que es trobaven a la vorera, escapant tots dos. Més endavant, prop d'una tenda, 7-Eleven, va continuar disparant, colpejant a una dona a la cama. Rodger va conduir llavors cap al sud i va seguir disparant, va tombar cap a l'est a Del Playa Drive, i després va canviar de sentit i es va dirigir a l'oest, on va intercanviar trets amb un agent de policia que estava responent a una trucada del 911 a les 21.27, i va colpejar a una ciclista. Estudiants d'una església d'Isla Vista, estaven en missa al moment dels trets.
Tornant cap al nord pel Camino del Sur, Rodger va disparar i va ferir a tres persones al carrer Sabado Tarde, i també va colpejar un monopatí i dos ciclistes amb el seu cotxe.Girant cap a l'est, va copejar a dos patinadors i va disparar a una altra persona en l'encreuament amb Camino Pescadero. Prop de Little Acorn Park, va tornar a intercanviar trets, aquesta vegada amb tres policies, i va ser ferit en el maluc esquerre. Va donar la volta cap al sud per segona vegada en El Embarcadero, després a l'oest de nou en Del Playa. I va copejar a un altre ciclista, a continuació, es va estavellar en la vorera nord, a l'est de la intersecció de Del Playa i Camino Pescadero.
Rodger va ser trobat mort amb una ferida de bala al cap; la policia va dir que s'havia suïcidat. Al cotxe hi havia tres pistoles, ganivets, sis carregadors buits de deu bales i 548 municions sense gastar.

## Víctimes
Un total de set persones van morir, incloent-hi Rodger, i altres tretze van resultar ferides.
Les sis víctimes d'assassinat eren estudiants de la UCSB. Els homes assassinats a l'apartament de Rodger eren George Chen de 19 anys; Cheng Yuan "James" Hong de 20; i Weihan "David" Wang de 20. Les tres persones que van morir de trets van ser Katherine Breann Cooper, (22); Christopher Ross Michaels-Martinez, (20 anys) i Veronika Elizabeth Weiss, de 19. Cooper i Weiss van ser les dones assassinades fora de la casa de la germanor Alpha Phi, mentre que Michaels-Martinez va ser la víctima al Deli Mart.
Catorze persones més van resultar ferides; set per ferides de trets i set per traumatisme soferts quan Rodger els va colpejar amb el seu vehicle. Onze dels ferits van ser traslladats a hospitals. Set van anar a l'Hospital Santa Barbara Cottage, on dos van ingressar en estat greu, tres més en bon estat, i un pacient va ser alliberat el mateix dia. Els quatre ferits restants van ser traslladats a l’hospital Goleta Valley Cottage, on van ser tractats i alliberats.